# خابيير دي برجوس
خافيير دي بيرغوس هو صحفي ولغوي ومترجم ومؤرخ وشاعر وسياسي إسباني، ولد في 22 أكتوبر 1778 في موتريل في إسبانيا، وتوفي في 22 يناير 1848 في مدريد في إسبانيا. انتخب عضو مجلس الشيوخ الإسباني ‏.